# Canton de Marseille-8
Le canton de Marseille-8 est une circonscription électorale française du département des Bouches-du-Rhône créée par le décret du 27 février 2014 et entrée en vigueur lors des élections départementales de 2015.

## Histoire
Un nouveau découpage territorial des Bouches-du-Rhône entre en vigueur à l'occasion des élections départementales de mars 2015, défini par le décret du 27 février 2014, en application des lois du 17 mai 2013 (loi organique 2013-402 et loi 2013-403). Les conseillers départementaux sont, à compter de ces élections, élus au scrutin majoritaire binominal mixte. Les électeurs de chaque canton élisent au Conseil départemental, nouvelle appellation du Conseil général, deux membres de sexe différent, qui se présentent en binôme de candidats. Les conseillers départementaux sont élus pour 6 ans au scrutin binominal majoritaire à deux tours, l'accès au second tour nécessitant 10 % des inscrits au 1er tour. En outre la totalité des conseillers départementaux est renouvelée. Ce nouveau mode de scrutin nécessite un redécoupage des cantons dont le nombre est divisé par deux avec arrondi à l'unité impaire supérieure si ce nombre n'est pas entier impair, assorti de conditions de seuils minimaux. Dans les Bouches-du-Rhône, le nombre de cantons passe ainsi de 57 à 29.
Le canton est entièrement inclus dans l'arrondissement de Marseille. Le bureau centralisateur est situé à Marseille.

## Représentation
| Période élective | Période élective | Mandat | Mandat   | Identité         | Nuance | Nuance | Qualité                                                                                |
| ---------------- | ---------------- | ------ | -------- | ---------------- | ------ | ------ | -------------------------------------------------------------------------------------- |
| 2015             | 2021             | 2015   | 2021     | Sylvie Carrega   |        | LR     | Conseillère départementale déléguée Conseillère municipale de Marseille                |
| 2015             | 2021             | 2015   | 2021     | Thierry Santelli |        | LR     | 13ème Vice-Président du Conseil départemental Ancien conseiller municipal de Marseille |
| 2021             | 2028             | 2021   | en cours | Alison Devaux    |        | MoDem  | Commerçante Présidente de la fédération des jeunes démocrates des Bouches-du-Rhône     |
| 2021             | 2028             | 2021   | en cours | Thierry Santelli |        | LR     | Conseiller sortant, 14ème Vice-Président du conseil départemental                      |

### Résultats détaillés

#### Élections de mars 2015
À l'issue du 1er tour des élections départementales de 2015, deux binômes sont en ballottage : Laurent Comas et Anaïs Ortega (FN, 41,82 %) et Sylvie Carrega et Thierry Santelli (Union de la Droite, 23,23 %). Le taux de participation est de 43,71 % (19 903 votants sur 45 534 inscrits) contre 48,55 % au niveau départemental et 50,17 % au niveau national.
Au second tour, Sylvie Carrega et Thierry Santelli (Union de la Droite) sont élus avec 56,73 % des suffrages exprimés et un taux de participation de 46,06 % (10 984 voix pour 20 969 votants et 45 527 inscrits).

#### Élections de juin 2021
Le premier tour des élections départementales de 2021 est marqué par un très faible taux de participation (33,26 % au niveau national). Dans le canton de Marseille-8, ce taux de participation est de 25,03 % (11 580 votants sur 46 257 inscrits) contre 32,44 % au niveau départemental. À l'issue de ce premier tour, deux binômes sont en ballottage : Gabriel Bendayan et Éléonore Bez (RN, 38,05 %) et Alison Devaux et Thierry Santelli (Union au centre et à droite, 28,9 %).
Le second tour des élections est marqué une nouvelle fois par une abstention massive équivalente au premier tour. Les taux de participation sont de 34,3 % au niveau national, 35,52 % dans le département et 29,38 % dans le canton de Marseille-8. Alison Devaux et Thierry Santelli (Union au centre et à droite) sont élus avec 57,09 % des suffrages exprimés (7 282 voix pour 13 590 votants et 46 249 inscrits),,.

## Composition
| Nom                               | Code Insee | Intercommunalité                   | Superficie (km2) | Population (dernière pop. légale)                 | Densité (hab./km2) | Modifier                                    |
| --------------------------------- | ---------- | ---------------------------------- | ---------------- | ------------------------------------------------- | ------------------ | ------------------------------------------- |
| Marseille (bureau centralisateur) | 13055      | Métropole d'Aix-Marseille-Provence | 240,62           | Fraction : 27 102 (2022) Commune : 877 215 (2022) | 3 646              | modifier les données · modifier les données |
| Canton de Marseille-8             | 1319       |                                    |                  | 74 259 (2022)                                     |                    | modifier les données                        |

Le canton de Marseille-8 comprend la partie de la commune de Marseille située à l'est d'une ligne définie par l'axe des voies et limites suivantes : depuis la limite territoriale de la commune de la Penne-sur-Huveaune, avenue de Saint-Menet, traverse des Ecoles, montée de Saint-Menet, avenue Marie-Jeanne-Bernardi, impasse du Phénix, avenue de la Tirane (exclue), rue de l'Audience, avenue César-Boy, avenue des Peintres-Roux, limite territoriale du 11e arrondissement, boulevard Bouyala-d'Arnaud, Grande-Bastide-Cazeaux (incluse), boulevard Bouyala-d'Arnaud, résidence La Bastide-Neuve (exclue), rue Saint-Jean-du-Désert, limite territoriale du 11e arrondissement, rue Saint-Pierre, avenue Désiré-Bianco, chemin de l'Armée-d'Afrique, ligne droite dans le prolongement du boulevard Mireille-Lauze, boulevard Mireille-Lauze, boulevard Fifi-Turin, avenue de la Capelette, boulevard de Pont-de-Vivaux, traverse de la Verrerie, boulevard Romain-Rolland, rue François-Mauriac, chemin du Vallon-de-Toulouse, limite territoriale du 9e arrondissement, jusqu'à la limite territoriale de la commune d'Aubagne.

## Démographie
En 2022, le canton comptait 74 259 habitants, en évolution de +6 % par rapport à 2016 (Bouches-du-Rhône : +2,48 %, France hors Mayotte : +2,11 %).
| 2013   | 2018   | 2022   |
| ------ | ------ | ------ |
| 71 828 | 69 878 | 74 259 |